# Wilfred Osuji
Wilfred Chinoye Osuji (Lagos, 5 agosto 1990) è un calciatore nigeriano, centrocampista del Cittadella Vis Modena.

## Carriera
Cresciuto nelle giovanili del Milan dal 2006 al 2009, l'8 luglio 2009 Osuji viene ceduto in prestito al Varese dell'allenatore Giuseppe Sannino in Lega Pro Prima Divisione nella stagione 2009-2010.
Fa il suo debutto tra i professionisti e con la maglia biancorossa il 23 agosto seguente nella 1ª giornata di campionato contro il Perugia, subentrando a Ebagua nel corso del secondo tempo. Mette a segno il suo primo gol in carriera il 22 novembre 2009 nella partita giocata al Franco Ossola contro il Foligno vinta per 2-0, realizzando la rete del momentaneo 1-0 con un tiro dalla distanza. In quest'annata Osuji colleziona 22 presenze e 1 gol, conquistando anche la promozione in Serie B. Una volta scaduto il prestito, il 7 luglio 2010 il calciatore nigeriano viene riacquistato in comproprietà della neopromossa squadra varesina.
Nella stagione successiva Osuji riesce a giocare con più continuità, totalizzando 28 presenze in campionato e 2 nei play-off, dove il Varese non riesce a superare il Padova per la promozione in Serie A, senza riuscire ad andare in rete.
Dopo le buone prestazioni con la maglia del Varese, il 22 giugno 2011 il Milan decide di riscattare l'altra metà del cartellino di Osuji che torna quindi ad essere a tutti gli effetti un calciatore rossonero. Il 1º luglio seguente viene nuovamente ceduto in compartecipazione, questa volta al Padova.
Il 31 agosto 2012, ultimo giorno della sessione estiva di calciomercato, viene ceduto in prestito al Modena. Con la squadra emiliana debutta il 15 settembre seguente, in occasione della partita pareggiata per 2-2 allo Stadio Granillo contro la Reggina.
Il 21 giugno 2013 il Padova riscatta l'altra metà del cartellino, dopo che non era stato trovato l'accordo con il Milan nei due giorni precedenti. All'apertura delle buste, l'offerta di entrambi i club è vuota, pertanto il calciatore resta nel Padova, squadra che lo ha tesserato per ultimo.
Il 22 luglio 2014, dopo la mancata iscrizione del Padova al campionato di Lega Pro, rimane svincolato. Il 24 luglio si accasa al Modena in Serie B.
Il 2 febbraio 2015 passa in prestito al Varese, ultimo contratto depositato nella finestra invernale del mercato. Al termine della stagione ritorna al Modena.
Il 16 luglio 2019 firma per il Savoia in serie D. Esordisce il 25 agosto in occasione dell'incontro di Coppa Italia Serie D vinto per 2-0 contro la Gelbison. Il 1º dicembre segna il suo primo gol con la maglia dei Bianchi, in occasione della vittoria esterna per 2-0 contro la Palmese.

Il 2 luglio 2020 viene ingaggiato dal Trento, con cui vince il girone C del campionato di Serie D.

## Statistiche

### Presenze e reti nei club
Statistiche aggiornate al 4 maggio 2025.
| Stagione        | Squadra               | Campionato      | Campionato | Campionato | Coppe nazionali | Coppe nazionali | Coppe nazionali | Coppe continentali | Coppe continentali | Coppe continentali | Altre coppe | Altre coppe | Altre coppe | Totale | Totale |
| Stagione        | Squadra               | Comp            | Pres       | Reti       | Comp            | Pres            | Reti            | Comp               | Pres               | Reti               | Comp        | Pres        | Reti        | Pres   | Reti   |
| --------------- | --------------------- | --------------- | ---------- | ---------- | --------------- | --------------- | --------------- | ------------------ | ------------------ | ------------------ | ----------- | ----------- | ----------- | ------ | ------ |
| 2009-2010       | Varese                | 1D              | 22+4       | 1          | CI+CI-LP        | 0+3             | 0               | -                  | -                  | -                  | -           | -           | -           | 29     | 1      |
| 2010-2011       | Varese                | B               | 28+2       | 0          | CI              | 1               | 0               | -                  | -                  | -                  | -           | -           | -           | 31     | 0      |
| 2011-2012       | Padova                | B               | 14         | 1          | CI              | 1               | 0               | -                  | -                  | -                  | -           | -           | -           | 15     | 1      |
| 2012-2013       | Modena                | B               | 32         | 0          | CI              | 0               | 0               | -                  | -                  | -                  | -           | -           | -           | 32     | 0      |
| 2013-2014       | Padova                | B               | 31         | 0          | CI              | 2               | 0               | -                  | -                  | -                  | -           | -           | -           | 33     | 0      |
| Totale Padova   | Totale Padova         | Totale Padova   | 45         | 1          |                 | 3               | 0               |                    | -                  | -                  |             | -           | -           | 48     | 1      |
| 2014-gen. 2015  | Modena                | B               | 13         | 0          | CI              | 2               | 0               | -                  | -                  | -                  | -           | -           | -           | 15     | 0      |
| gen.-giu. 2015  | Varese                | B               | 11         | 0          | CI              | -               | -               | -                  | -                  | -                  | -           | -           | -           | 11     | 0      |
| Totale Varese   | Totale Varese         | Totale Varese   | 61+6       | 1          |                 | 4               | 0               |                    | -                  | -                  |             | -           | -           | 71     | 1      |
| 2015-2016       | Modena                | B               | 14         | 0          | CI              | 0               | 0               | -                  | -                  | -                  | -           | -           | -           | 14     | 0      |
| 2016-2017       | Modena                | LP              | 2          | 0          | CI+CI-LP        | 2+0             | 0               | -                  | -                  | -                  | -           | -           | -           | 4      | 0      |
| Totale Modena   | Totale Modena         | Totale Modena   | 61         | 0          |                 | 4               | 0               |                    | -                  | -                  |             | -           | -           | 65     | 0      |
| 2017-2018       | Varesina              | D               | 29+1       | 5          | CI-D            | 1               | 0               | -                  | -                  | -                  | -           | -           | -           | 31     | 5      |
| 2018-2019       | Reggio Audace         | D               | 24         | 2          | CI-D            | 3               | 0               | -                  | -                  | -                  | -           | -           | -           | 27     | 2      |
| 2019-2020       | Savoia                | D               | 23         | 3          | CI-D            | 3               | 0               | -                  | -                  | -                  | -           | -           | -           | 26     | 3      |
| 2020-2021       | Trento                | D               | 27         | 1          | -               | -               | -               | -                  | -                  | -                  | -           | -           | -           | 27     | 1      |
| 2021-2022       | Trento                | C               | 28+2       | 0          | CI-C            | 2               | 0               | -                  | -                  | -                  | -           | -           | -           | 32     | 0      |
| 2022-2023       | Trento                | C               | 4          | 0          | CI-C            | 1               | 0               | -                  | -                  | -                  | -           | -           | -           | 5      | 0      |
| Totale Trento   | Totale Trento         | Totale Trento   | 59+2       | 1          |                 | 3               | 0               |                    | -                  | -                  |             | -           | -           | 64     | 1      |
| 2023-2024       | Cjarlins Muzane       | D               | 16         | 1          | CI-D            | 1               | 0               | -                  | -                  | -                  | -           | -           | -           | 17     | 1      |
| 2024-2025       | Cittadella Vis Modena | D               | 24         | 2          | CI-D            | 1               | 0               | -                  | -                  | -                  | -           | -           | -           | 25     | 2      |
| Totale carriera | Totale carriera       | Totale carriera | 342+9      | 16         |                 | 23              | 0               |                    | -                  | -                  |             | -           | -           | 374    | 16     |

## Palmarès

### Club

#### Competizioni nazionali
- Serie D: 1

Trento: 2020-2021 (girone C)